# Echinus tenuispinus
Echinus tenuispinus is een zee-egel uit de familie Echinidae.
De wetenschappelijke naam van het taxon werd, als de variëteit tenuispinus ["tenuispina"] van Echinus esculentus in 1868 gepubliceerd door Alfred Merle Norman.
1. ↑  Norman, A.E. (1868). Last report on dredging among the Shetland Isles. Report of the British Association for the Advancement of Science for 1868: 314